# بارواتس‌واردر
بارواتس‌واردر (به هلندی: Barwoutswaarder) یک روستا در هلند است که در ووردن واقع شده‌است. بارواتس‌واردر ۵٬۶۷۰ نفر جمعیت دارد.